# Estación Hakaniemi
La Estación Hakaniemi (en finés: Hakaniemen metroasema; en sueco: Metrostationen Hagnäs) es una estación del Metro de Helsinki. Sirve a los distritos de Hakaniemi y Kallio en el centro de Helsinki.

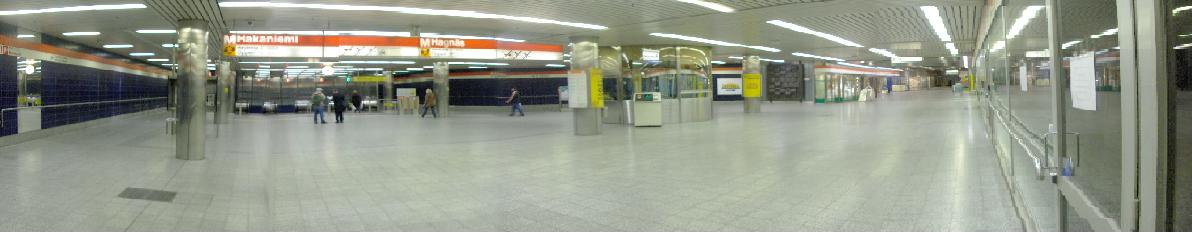
Estación Hakaniemi, del Metro de Helsinki.

La estación fue la primera abierta en el sistema de metro, el 1º de junio de 1982. Fue diseñada por Mirja Castrén, Juhani Jauhiainen, y Marja Nuuttila. Está localizada a una distancia aproximada de 0.916 km de la Estación Kaisaniemi, y a 0.928 km de la Estación Sörnäinen. La estación está situada a una profundidad de 23 metros debajo del suelo.
- Datos: Q1801021
- Multimedia: Hakaniemi metro station / Q1801021